# Le Pirate (film, 1948)
Pour les articles homonymes, voir Le Pirate.
Pour plus de détails, voir Fiche technique et Distribution.
Le Pirate (parfois en français, La Pirate ; titre original, The Pirate) est un film musical américain réalisé par Vincente Minnelli, sorti en 1948.

## Synopsis
Aux Caraïbes, au XIXe siècle, Manuela (Judy Garland) s'ennuie et ne supporte pas de devoir se marier avec le maire de la ville, le gros Don Pedro Vargas (Walter Slezak), et rêve du fameux pirate imaginaire Macoco. Un saltimbanque, Serafin (Gene Kelly), décide pour la séduire de se faire passer pour le fameux pirate. Mais il est jeté en prison et condamné à mort.

## Fiche technique
- Titre original : The Pirate
- Titre français : Le Pirate
- Réalisation : Vincente Minnelli
- Scénario : Albert Hackett et Frances Goodrich d'après la pièce de S.N. Behrman
- Chansons : Cole Porter, Roger Edens, Lennie Hayton et Conrad Salinger (les trois derniers non crédités)
- Directeur de la photographie : Harry Stradling Sr.
- Direction artistique : Cedric Gibbons et Jack Martin Smith
- Décorateur de plateau : Edwin B. Willis
- Costumes : Tom Keogh, Barbara Karinska et Irene
- Maquillage : Jack Dawn
- Cadreur : Sam Leavitt (non crédité)
- Montage : Blanche Sewell
- Orchestrations : Lennie Hayton et Conrad Salinger (non crédités)
- Arrangements vocaux : Kay Thompson, Robert Tucker et Roger Edens (non crédités)
- Directeur musical : Lennie Hayton
- Chorégraphie : Robert Alton et Gene Kelly
- Production : Arthur Freed
- Société de production et de distribution : MGM
- Budget : 3 700 000 $ US[1]
- Recettes USA-étranger: 2 656 000 $ US
- Pays de production :  États-Unis
- Année : 1948
- Langue originale : anglais
- Format : couleur (Technicolor) – 35 mm – 1,37:1 – mono (Western Electric Sound System)
- Genre : Film musical, aventure et comédie romantique
- Jours de tournage : 67
- Durée : 102 minutes
- Date de sortie : 
  - États-Unis : 11 juin 1948
  - France : 28 septembre 1949

## Distribution
- Judy Garland : Manuela
- Gene Kelly : Serafin
- Walter Slezak : Don Pedro Vargas
- Gladys Cooper : tante Inez
- Reginald Owen : l'avocat
- George Zucco : le Vice-roi
- Marie Windsor : Mme Lucia

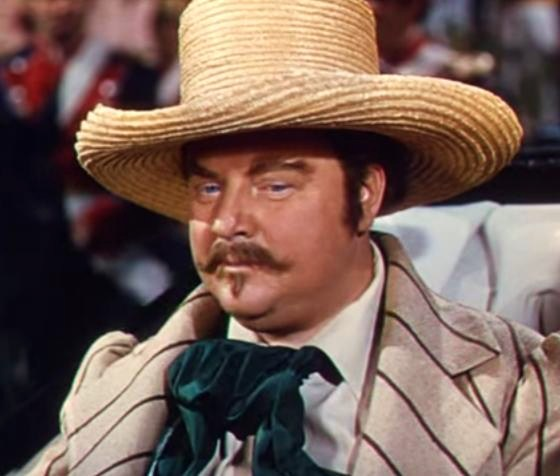
Walter Slezak

- Fayard Nicholas : un danseur (The Nicholas Brothers)
- Harold Nicholas : un danseur (The Nicholas Brothers)
- Lester Allen : oncle Capucho
- Lola Deem : Isabella
- Ellen Ross : Mercedes

Acteurs non crédités :
- Oliver Blake : le boulanger
- George Chandler : un cocher
- Bruce Cowling : un garde
- William Edmunds : un fonctionnaire de la cité
- Fred Gilman : un cocher
- Richard Simmons : un capitaine
- Irene Vernon : une danseuse
- O. Z. Whitehead : Hurtada
- Anne Francis
- Lola Albright

## Genèse
Tirée d’une comédie de S. N. Behrman donnée à Broadway en 1942, les studios de la MGM acquièrent les droits cinématographiques pour la somme de 225 026 $ US dès la 15ème représentation de la pièce. C’est Lemuel Ayers, le décorateur-costumier de la création qui propose à Arthur Freed d’adapter Le Pirate en comédie musicale en y intrégrant des chansons de Cole Porter avec la participation de Judy Garland. Déçu par le 1er scénario présenté par Anita Loos et Joseph Than en 1945-1946, Freed engage dès le lendemain le couple de scénaristes Frances Goodrich et Albert Hackett pour en prendre la suite. Gene Kelly est engagé dans le rôle principal. Le décorateur Jack Martin Smith lui aménagera les appuis matériels nécessaires (corniches et colonnes) pour pouvoir effectuer ses acrobaties. Kelly sollicite Cole Porter pour y ajouter la chanson Be a clown. Barbara Karinska est engagée pour confectionner les robes de Judy Garland. L’ensemble des costumes coutèrent à eux-seuls la somme de 141 595,30 $ US. Les enregistrements musicaux débutent en décembre 1946. Le tournage commence le 17 février 1947. L’état de santé de Judy Garland lui fait prendre du retard. Pendant ses deux semaines d’absence du plateau, Kelly en profite pour terminer le tournage de Living in a Big Way, commencé avant son incorporation dans la Marine. Au mois de mai, Judy, dans un état second, enregistra difficilement Love of My Life et You Can Do No Wong. La première partie de la scène Be A Clown fut tournée en une journée, le 9 juillet 1947, et éreinta les Nicholas Brothers. La seconde partie laissa place à un différend entre Porter et Garland sur la façon d’interpréter la chanson. La répétition du Ballet du Pirate dure dix-sept jours, la musique est enregistrée le 7 août, et le tournage s’achève le 14 août 1947. Le 29 août, un visionnage est réalisé en présence de Freed, Minelli, Porter, Garland et Irving Berlin. Arthur Freed décide de faire réenregistrer Judy dans Mack The Black, d’ajouter quelques scènes et d’en retourner plusieurs autres. La chanson Voodoo, considérée comme trop suggestive, est finalement coupée au montage. Le film coûta 553 888 $ de plus que prévu et sa commercialisation ne parvint pas à couvrir les frais de production à sa sortie en juin 1948.

## Numéros musicaux
- Nina - Gene Kelly
- Mack the Black - Judy Garland
- Pirate Ballet - Gene Kelly
- You Can Do No Wrong - Judy Garland
- Be a Clown - Gene Kelly et les Nicholas Brothers
- Love of My Life - Judy Garland
- Be a Clown - Gene Kelly et Judy Garland